# Sismo (canción)
«Sismo» es el primer sencillo del álbum Defecto Perfecto, de la banda mexicana de rock, División Minúscula. Es el primer sencillo después de casi tres años de ausencia de la banda. Además es la primera canción que obtuvo mayor difusión en las radios y en la televisión, como parte de la comercialización de la banda, la cual se había mantenido casi en el anonimato con su disco anterior. La canción tiene sonidos cercanos al punk rock sin llegar a alcanzarlo completamente. El sencillo fue lanzado en julio de 2006 y distribuido por Universal Music de México.
«Sismo» fue una de las canciones más populares de la banda y de mayor aceptación. A menudo, se le suele describir como un clásico o un referente de la música iberoamericana, «el primer sencillo del disco y canción que sirvió como transición entre el sonido del álbum Extrañando Casa y Defecto Perfecto».
La canción llegó a varias estaciones radiales a nivel nacional e internacional, además fue transmitido por varios canales de televisión especializados como Telehit y MTV, en este último, logrando ser uno de Los 100 + pedidos del 2006.

## Vídeo musical
El vídeo musical fue dirigido por Rodrigo Guardiola y fue filmado en la Ciudad de México en junio de 2006. La fotografía estuvo a cargo de Kenji Katori.
En el vídeo musical aparece la banda interpretando la canción en un escenario con fondo blanco, al mismo tiempo que se hacen cambios de escena hacia cada uno de los integrantes, además de mostrar escenas en las que aparece el cantante de la banda Javier Blake, en otros escenarios con velocidad de cámara lenta.
El vídeo también aparece en la edición especial del álbum Defecto Perfecto, relanzado en 2007.

## Posicionamientos
La canción fue estrenada en octubre de 2006 y alcanzó la tercera posición en el Conteo Rock Mexicano. El vídeo musical entró al conteo Los 10+ Pedidos de MTV Latinoamérica el 6 de julio de 2006 alcanzando la máxima posición del mes el 24 de julio del mismo año, ocupando el número 4. El 21 de septiembre se coloca en el puesto número dos siendo esa su máxima posición, para salir definitivamente del conteo el 13 de octubre de 2006.
Ese mismo año, en el 2006, esta canción logra posicionarse en el conteo de Los 100 + pedidos del 2006, que hace anualmente MTV Latinoamérica, ocupando el puesto 16, siendo la canción de División Minúscula de más alta posición en el conteo de ese año, la otra canción en este conteo fue «Veneno Es Antídoto (S.O.S)» la cual quedó en la posición 67.
Aun cuando la banda se mantuvo ausente durante cuatro años, la canción ocupó posiciones importantes en otros conteos, sin embargo, los sencillos sucesores adquirieron mayor popularidad al ser mayormente comercializados junto con la banda.